# Frisch F 2020
Der Frisch F 2020 ist ein Raddozermodell, das vom Baumaschinenhersteller Frisch in Kissing hergestellt wurde. Es handelte sich dabei um den ersten knickgelenkten Raddozer auf dem europäischen Markt. Die Serienproduktion lief nach zweijähriger Entwicklungsarbeit im Jahr 1970 an. Vier Jahre später präsentierte Frisch seinen Kunden das Nachfolgemodell Frisch F 2020 B, das auch mit einem Seitenladekran bestellt werden konnte. Mit Übernahme der Frisch GmbH durch die FAUN-Werke im Jahre 1977 endete die Fertigung dieses Raddozer-Modells.
Angetrieben wurde der F 2020 durch einen 8-Zylinder-Dieselmotor von Deutz mit einer Dauerleistung von 188 PS. Ferner verfügte die Maschine über einen Drehmomentwandler sowie über ein Schalt-, Wende- und Verteilergetriebe. Das Fahrwerk bestand aus zwei Starrachsen mit Selbstsperrdifferential und Planetenantrieb in den Radnaben. Für die Bereifung verwendete Frisch neuartige Lypsoidreifen (Niederdruckreifen), die speziell für den F 2020 entwickelt wurden. Bei diesen Reifen fehlt die Reifenflanke und dadurch tritt bei einem Luftdruck von 0,8 bar keine reifenzerstörende Walkarbeit auf.
Das Frontschild war mittels zwei Schubstangen mit dem Maschinenrahmen verbunden und konnte hydraulisch verstellt werden. Die Schubkraft am Schild betrug 20,7 Tonnen und war damit geringer als bei einer Planierraupe mit ähnlicher Motorleistung. Die Käufer schätzten allerdings die relativ hohe Geschwindigkeit und Wendigkeit sowie die geringen Unterhaltskosten im Vergleich zur Planierraupe. Der Raddozer kam sowohl im Straßen- und Erdbau als auch im Tagebau zum Einsatz.

## Quelle
- Ulf Böge: Jahrbuch Baumaschinen 2020. Podszun-Verlag, 2019, ISBN 978-3-86133-934-2, Seite 98.